# Samuel Kozlovský
Samuel Kozlovský (* 19. listopadu 1999, Bratislava) je slovenský fotbalový obránce a bývalý mládežnický reprezentant, od července 2021 hráč slovenského mužstva AS Trenčín. Nastupuje na postu levého obránce, ale může hrát i na pravém kraji obrany. Je bývalým mládežnickým reprezentantem, hrál za výběry do 17, 18, 19 a 20 let.

## Klubová kariéra
Svoji fotbalovou kariéru začal v týmu MŠK Iskra Petržalka, odkud v průběhu mládeže zamířil do Slovanu Bratislava.

### ŠK Slovan Bratislava
V roce 2017 se propracoval do mužské kategorie "belasých", ale nastupoval pouze za třetiligovou juniorku. V červnu 2018 se zapojil společně s dalšími hráči z žákovské akademie Slovanu, konkrétně s Martinem Trnovským, Davidem Hrnčárem a Davidem Strelcem, do přípravy A-týmu "belasých" na ročník 2018/19, šanci v lize za "áčka" však tehdy nedostal. V létě 2019 se z hostování v Petržalce vrátil do Slovanu Bratislava. V sezoně 2019/20 za "belasé" nenastoupil k žádnému ligovému utkání. Odehrál však dvě střetnutí v domácím poháru, který se Slovanem na jaře 2020 vyhrál.

### FC Petržalka (hostování)
V průběhu podzimní části ročníku 2018/19 odešel kvůli většímu hernímu vytížení na hostování do bratislavského mužstva FC Petržalka, tehdejšího nováčka druhé slovenské ligy. Ligový debut v dresu tohoto klubu odehrál v 8. kole 9. září 2018 proti Tatranu Liptovský Mikuláš (výhra 2:0), nastoupil na celý zápas. Svůj první a zároveň jediný ligový gól během tohoto angažmá vstřelil v následujícím kole, když v souboji s Partizánem Bardejov srovnával v 61. minutě na půdě soupeře na konečných 1:1.

#### FC Petržalka (druhé hostování)
Před jarem 2020 se vrátil na hostování do Petržalky. Obnovenou ligovou premiéru si zde odbyl 8. 3. 2020 v souboji s rezervou klubu MŠK Žilina (prohra 0:1), odehrál celých devadesát minut. Poprvé během tohoto druhého působení skóroval v následující sezoně 2020/21 proti týmu MŠK Púchov (výhra 3:2), když ve 13. minutě otevřel skóre zápasu. Další branky v ročníku dal ve 12. a 13. kole v soubojích se Slavojem Trebišov (výhra 4:2) a juniorkou Slovanu Bratislava (výhra 2:0)

### AS Trenčín
Před sezonou 2021/22 odešel na přestup do celku AS Trenčín, kde se dohodl na kontraktu platném na dva roky.

## Klubové statistiky
Aktuální k 4. srpnu 2021
| Sezona    | Klub                      | Soutěž       | Zápasy | Góly |
| --------- | ------------------------- | ------------ | ------ | ---- |
| 2018/2019 | ŠK Slovan Bratislava      | Fortuna liga | 0      | 0    |
| 2018/2019 | FC Petržalka (host.)      | 2. liga      | 23     | 1    |
| 2019/2020 | ŠK Slovan Bratislava jun. | 2. liga      | 17     | 0    |
| 2019/2020 | FC Petržalka (host.)      | 2. liga      | 1      | 0    |
| 2020/2021 | FC Petržalka (host.)      | 2. liga      | 23     | 3    |
| 2021/2022 | AS Trenčín                | Fortuna liga |        |      |